# Propulseur à effet Hall

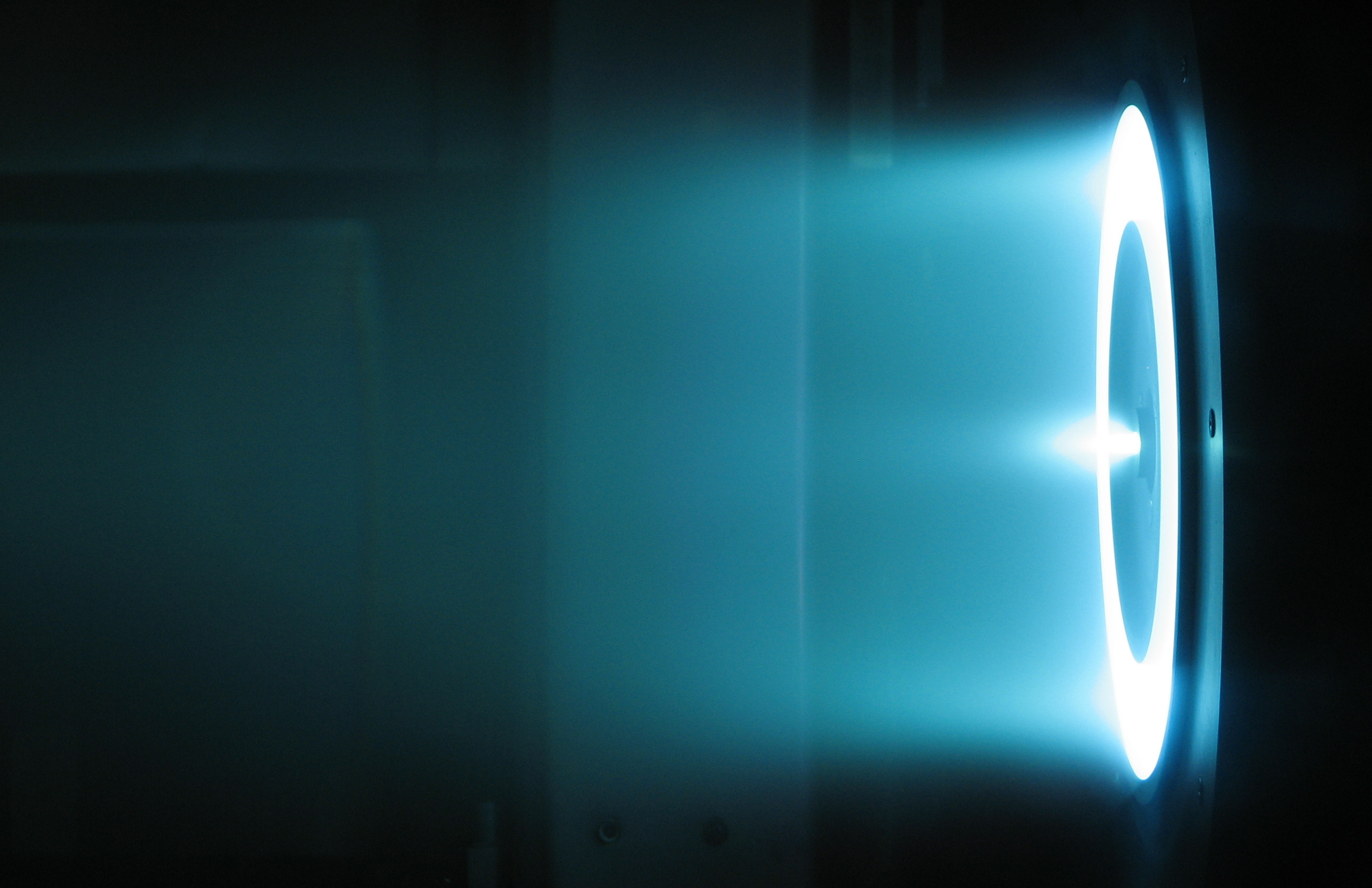
Propulseur Hall au xénon de 6 kW du Jet Propulsion Laboratory.

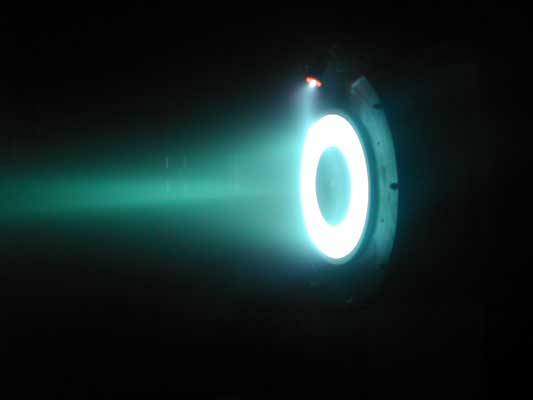
Propulseur à effet Hall de 2 kW du Princeton Plasma Physics Laboratory.

Un propulseur à effet Hall, parfois appelé Stationary Plasma Thruster (SPT) ou moteur à plasma stationnaire, est un type de propulseur à plasma (généralement de forme annulaire) qui utilise un champ électrique pour accélérer des ions. Il est dit à effet Hall car il utilise un champ magnétique pour piéger les électrons qui servent à ioniser un gaz. Ces ions sont alors accélérés et produisent une poussée. Il entre dans la catégorie des propulseurs électriques pour systèmes spatiaux.
Différents gaz peuvent servir dans ces types de propulseur. Parmi ceux-ci, le xénon est le plus couramment utilisé. Les autres gaz sont notamment le krypton, le bismuth, l'argon, l'iode, le magnésium et le zinc.
Ces engins sont capables d'accélérer les gaz à une vitesse comprise entre 10 km/s et 80 km/s. La plupart des modèles se classent entre 15  et   30 km/s, pour des impulsions spécifiques respectives de 1 000 à 8 000 secondes et 1 500 à 3 000 secondes. La poussée pouvant être produite par les propulseurs à effet Hall varie en fonction de la puissance électrique qui leur sera fournie, par exemple une puissance de 1,35 kilowatt (kW) à 10 kW produit une vélocité de 10 km/s à 50 km/s, équivalent à une force de 40 à 600 millinewtons (mN). Certains modèles à grande puissance dégagent une force de plus de 5,4 newtons en laboratoire. De plus, des propulseurs ayant plus de 100 kW de puissance ont été démontrés avec le type au xénon.
La couleur résultante de l'excitation des atomes perceptible à la sortie du propulseur dépend du gaz utilisé. Ainsi, par exemple, le modèle au xénon produit une couleur bleutée.
Les applications de tels moteurs sont principalement le contrôle de l'orientation et de la position des satellites en orbite et aussi comme moteur primaire pour les robots spatiaux de taille moyenne.

## Histoire
L'application de la propulsion électrique a été proposée pour la première fois en 1906 par R. H. Goddard. Les premières recherches ont été conduites dans les années 1960 en URSS et aux États-Unis,,.
Les principaux développements et optimisations d'un dispositif fonctionnel ont été réalisés par des équipes de recherches russes conduites notamment par Alexey I. Morozov (ru) dans les années 1970 qui ont mené à deux différents modèles :
- Propulseur à large zone d'accélération, le SPT (russe : СПД, стационарный плазменный двигатель, anglais : SPT, Stationary Plasma Thruster) développé par OKB Fakel
- Propulseur à étroite zone d'accélération, le TAL (russe : ДАС, двигатель с анодным слоем, anglais : TAL, Thruster with Anode Layer[1]) développé au Central Research Institute for Machine Building (TsNIIMASH).

Le modèle SPT a été en grande partie conçu par Morozov,. Dès cette époque, l'URSS a commencé à en équiper certains satellites, où ils étaient principalement utilisés pour stabiliser ces derniers dans les directions nord-sud et est-ouest.

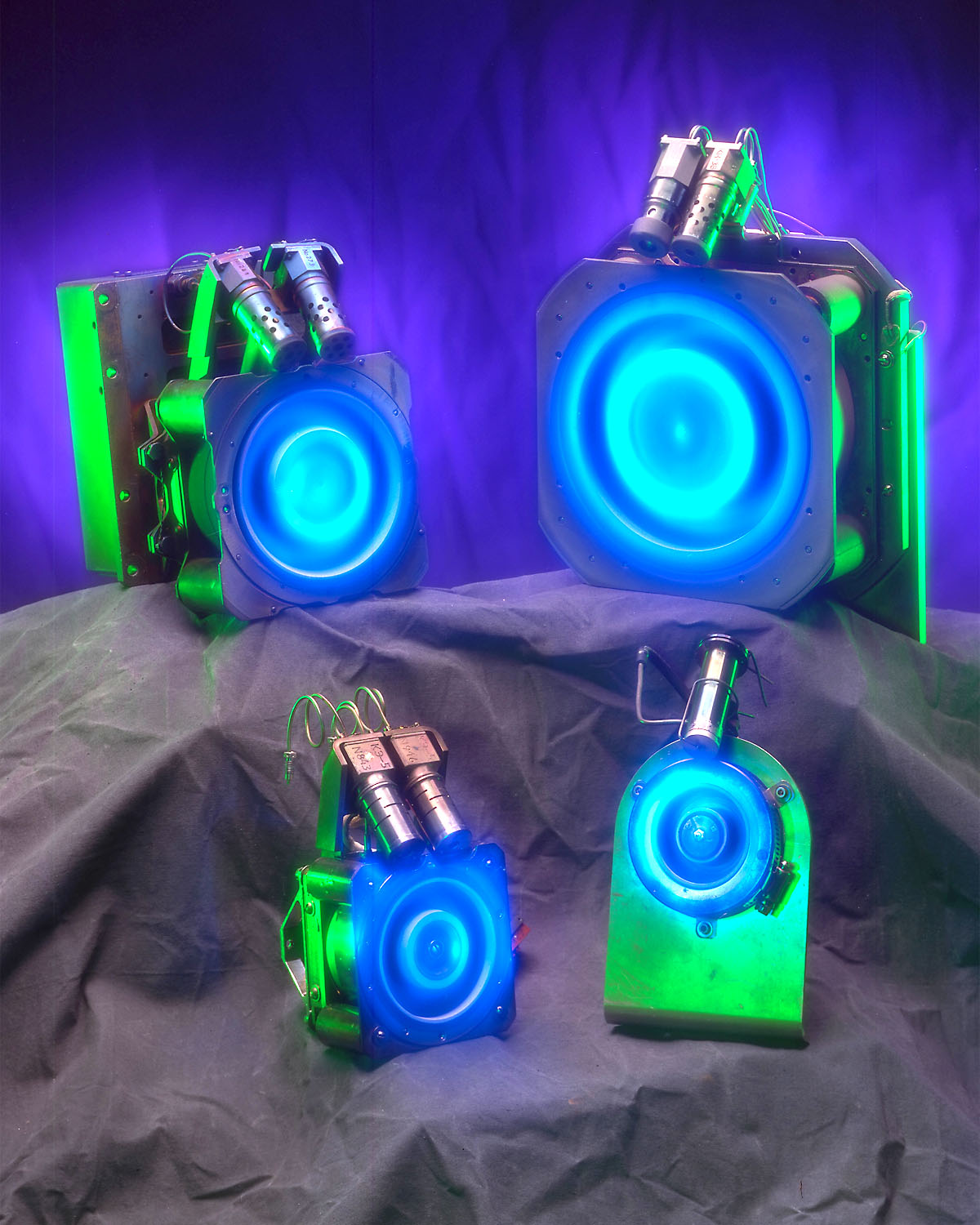
Propulseurs SPT soviétiques et russes.

Le premier système SPT à avoir opéré dans l'espace était un SPT-50 à bord d'un satellite Meteor lancé en décembre 1971. À partir de ce moment jusqu'aux années 1990, 118 moteurs SPT ont complété leur mission et une cinquantaine d'entre eux sont encore en exploitation[Quand ?]. La première génération de propulseurs, le SPT-50 et le SPT-60, produisaient respectivement 20 et 30 mN de poussée. En 1972, le SPT-70 et le SPT-100 ont été introduits, leur force de propulsion était de 40 et 83 mN. La Russie post-soviétique a développé le SPT-140, le SPT-160, le SPT-200, le T-160 et le SPT-35 (de plus faible puissance, i.e. moins de 500 W).
Les propulseurs de types TAL des russes et soviétiques incluaient le D-38, D-55, D-80 et D-100. Plus de 200 de ces machines ont été lancées avec des satellites russes/soviétiques dans les 30 dernières années[réf. souhaitée]. Aucune défaillance ne s'est produite en orbite[réf. souhaitée]. Ces engins sont encore utilisés par les unités spatiales russes et ont aussi volé avec des machines européennes et américaines.
Les propulseurs produits par les soviétiques ont été utilisés en Occident en 1992 après qu'une équipe de spécialistes en propulsion électrique venant du Jet Propulsion Laboratory, du Glenn Research Center et de l'Air Force Research Laboratory, soutenue par la Ballistic Missile Defense Organization, aient visité les laboratoires russes et évalué expérimentalement le SPT-100 (propulseur de 100 mm de diamètre).
Depuis leur introduction en Occident dans les années 1990, ces réacteurs ont été le sujet d'un grand nombre de recherches par des institutions gouvernementales, mais également par des industries privées telles Aerojet et Busek (en) aux États-Unis et Snecma en France et en Italie. En Turquie, TÜBİTAK Space Technologies Research Institute (en) a récemment développé un prototype de propulseur à effet Hall,.
L'Agence spatiale européenne a utilisé l'un de ces réacteurs lors de la mission lunaire Smart-1 en 2003.
Le premier propulseur à effet Hall américain à voler est le Busek BHT-200, installé sur l'unité spatiale de démonstration TacSat-2 (en). Le premier à effectuer une véritable opération a été l'Aerojet BPT-4000, installé sur un satellite géostationnaire militaire de l'Advanced Extremely High Frequency lancé en août 2010. Avec ses 4,5 kW, le BPT-4000 est l'engin de ce type le plus puissant à avoir volé dans l'espace. Ce réacteur, en plus de s'occuper de la stabilisation de l'engin, a la capacité de modifier l'orbite du véhicule.
Entre le premier lancement en 1971 et 2012, plus de 240 de ces réacteurs ont volé dans l'espace.

## Principe de fonctionnement

### Description géométrique

Schéma d'un propulseur à effet Hall présentant une vue coupée d'un appareil radialement symétrique.

Un propulseur à effet Hall est constitué de deux cylindres en céramique imbriqués d'environ 10 cm de diamètre. À l'intérieur du cylindre interne et à l'extérieur du cylindre externe on trouvera des bobinages. Ils servent à générer un intense champ magnétique radial dans la zone de sortie du propulseur. Au fond de l'espace intra-cylindrique se trouve une anode avec le système d'injection du gaz. Une cathode creuse se situe à l'extérieur des cylindres. La pointe centrale forme un des pôles de l'électroaimant entouré par un espace annulaire, puis par la partie extérieure de l'électroaimant.

### La physique

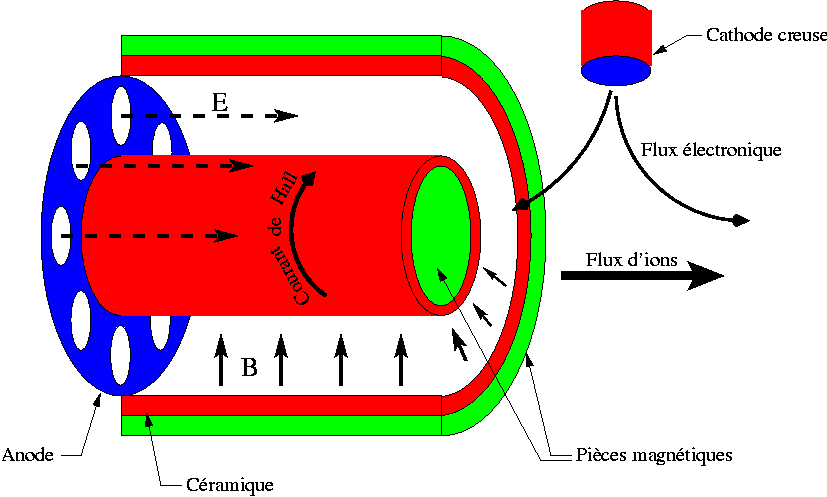
Schéma de principe d'un propulseur à effet Hall.

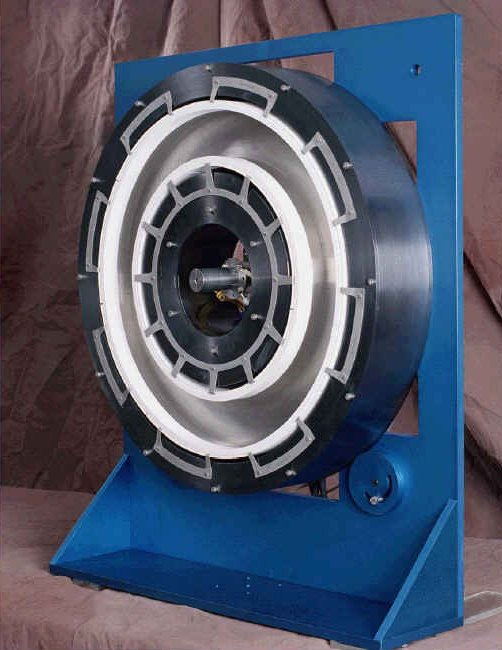
Photographies du propulseur à effet Hall à grande puissance NASA-457M, 50 kW avec une poussée maximale de 2,3 N pour une force d'environ 76,4 mN/kW

Le principe de fonctionnement des propulseurs à effet Hall est l'utilisation du potentiel électrostatique pour accélérer des ions à de très grandes vitesses. Dans ces réacteurs, les charges attractives (chargées négativement) sont fournies par un plasma d'électrons à l'ouverture extérieure du réacteur. Un champ magnétique radial d'environ 100 à 300 gauss (0,01-0,03 T) est utilisé pour confiner les électrons, où la combinaison des champs magnétique radial et électrique axial a pour conséquence de mouvoir les électrons selon le courant de Hall, d'où provient le nom de l'appareil.
Un potentiel électrique de 150 à 800 volts est appliqué entre l'anode et la cathode. Ensuite, un gaz propulsif, tel le xénon, est injecté à travers l'anode (généralement une quantité de 5 mg/s), constituée d'une grille trouée maintenue à un haut voltage et faisant office de distributeur de gaz. Le xénon est généralement choisi car il représente un bon compromis entre une masse atomique élevée et une faible énergie d'ionisation (~12 eV). Lorsque les atomes du propulsif circulent dans la chambre du propulseur, ils sont ionisés par des électrons libres de hautes énergies (allant de 10  à   40 eV ou 10 % de l'énergie de décharge). Une fois ionisés, les atomes portent une charge +1, toutefois environ 20 % auront une charge +2.
Les ions sont alors accélérés par le champ électrique entre l'anode et la cathode. Par exemple, pour un voltage de 300 V, les ions atteignent des vitesses d'environ 15 km/s pour une impulsion spécifique de 1 500 secondes. À la sortie du propulseur, les ions sont neutralisés par la cathode, qui rejette des électrons en quantité égale, créant un plasma à charge nulle.
Le champ magnétique radial est spécifiquement calibré pour dévier fortement les électrons, qui ont de faibles masses, mais non les ions plus lourd, qui ont un plus grand rayon de Larmor et sont donc plus difficiles à dévier. La majorité des électrons sont maintenus en orbite dans la région du champ magnétique radial, proche du plan de sortie du propulseur, piégés par la force de Lorentz :
{\displaystyle {\vec {F}}=q{\vec {E}}+q{\vec {v}}\wedge {\vec {B}}}
Où {\displaystyle q} est la charge électrique de l'électron ({\displaystyle -e}), {\displaystyle {\vec {v}}} sa vitesse (m/s), {\displaystyle {\vec {B}}} le champ magnétique (T) et {\displaystyle {\vec {E}}} le champ électrique (V/m).
Leurs trajectoires s'enroulent alors autour des lignes de champ radiales. En approchant un bord du canal, la topologie magnétique est telle que les lignes de champ se resserrent, et le champ devient localement plus intense. Cette particularité donne un effet de miroir magnétique qui va renvoyer l'électron vers le centre du canal (vers l'anode), où le même phénomène de « rebond » aura lieu. Les électrons vont alors voyager entre les deux cylindres.
Pendant leur voyage entre les parois, les électrons vont effectuer des collisions avec les atomes du gaz. Par contre, les chocs avec les parois vont conduire à différents phénomènes (selon l'énergie de l'électron) comme l'émission secondaire électronique. Environ 20 à 30 % du courant de décharge est utilisé pour former le courant d'électron, qui ne produit pas de poussée, limitant ainsi le rendement énergétique du système. Les 70 à 80 % restant servent à la propulsion ionique. En raison de la capture des électrons dans le courant de Hall, ils demeurent un certain temps dans le canal du propulseur, plus que les ions, et cela leur permet d'ioniser la quasi-totalité des atomes du propulsif, pour un total de 90-99 % de rendement massique d'utilisation. Par exemple, un propulseur ayant un rendement massique de 90 %, combiné à un rendement énergétique de 70 % forme un réacteur avec un rendement global de 63 % (90 % × 70 %). Les montages les plus modernes atteignent des rendements aussi hauts que 75 % dans les conceptions les plus avancées.
Comparée aux fusées à propulsion chimique, la poussée est très faible, de l'ordre de 83 mN pour un appareil fonctionnant à 300 V et d'une puissance de 1,5 kW. En comparaison, le poids d'une pièce de monnaie comme le 20 centimes d'euro est approximativement de 60 mN. Cependant, ce type de réacteur opère à une impulsion spécifique élevée (> 1 000 s), typique des propulseurs électriques.

Schéma d'un propulseur ionique à grille.

Un avantage des propulseurs à effet Hall par rapport aux propulseurs ioniques à grille est que l'accélération des ions se déroule dans un plasma pratiquement neutre, ce qui empêche la formation d'un nuage d'électrons qui entraverait le passage du courant d'électrons, réduisant l'efficacité du propulseur. Cela permet une conception de taille plus petite que son homologue à grille. Un autre avantage est que ces réacteurs peuvent utiliser différents types de propulsifs à l'anode, même l'oxygène si une substance facilement ionisable est présente à la cathode pour équilibrer les charges à la sortie du réacteur (5 % de la quantité injectée).
Les bobines constituant le propulseur servent à générer un champ magnétique radial qui augmente progressivement en s'éloignant de l'anode, pour atteindre son maximum à la sortie du propulseur et ensuite diminuer à l'extérieur. De plus, de par la configuration des bobines suivant les types de propulseurs, le champ magnétique a une composante longitudinale variable mais toujours non nulle. Cette dernière est quand même très inférieure à la composante radiale. Ce champ longitudinal, même faible, induit une déformation des lignes de champ magnétique notamment au niveau du plan de sortie. Ces déformations conduisent à la création d'une sorte de lentille magnétique qui fait diverger le faisceau ionique. Ce phénomène dégrade les performances générales du propulseur. Il a deux effets :
- l'érosion des parois en céramique ;
- la diminution de la poussée (le faisceau d'ions est moins « concentré »).

## Applications et recherches actuelles
Les propulseurs à effet Hall ont une faible poussée (quelques centaines de mN). Ils sont surtout utilisés pour :
- le maintien en orbite de satellite ;
- les transferts d'orbites ;
- la propulsion de sonde spatiale.

Comme ordre de grandeur de {\displaystyle \scriptstyle \Delta {v}} pour les principales missions demandées à un propulseur durant sa durée de vie, la correction de l'orbite d'un satellite géostationnaire demande un différentiel de vitesse de 15 m/s par an, alors que le contrôle Nord-Sud et Est-Ouest demande entre 50–150 m/s par an. Quant à lui, le transfert d'orbite demande plus de 1 500 m/s par an.
Le propulseur à effet Hall est intéressant pour, notamment, les satellites de télécommunications. Par rapport à un propulseur chimique, il permet d'économiser environ 20 % du poids sur un satellite de 3 500 kg et bénéficie d'une durée de vie de plus de 7 000 heures. La réduction du poids représente un très grand avantage, car cela permet d'augmenter la charge utile du satellite et permet une économie significative. De plus, sa conception est plus simple et offre une meilleure fiabilité que son rival à propulsion chimique, car il s'agit de circuits électriques simples plutôt que de pompes et moteurs hautes performances plus complexes.

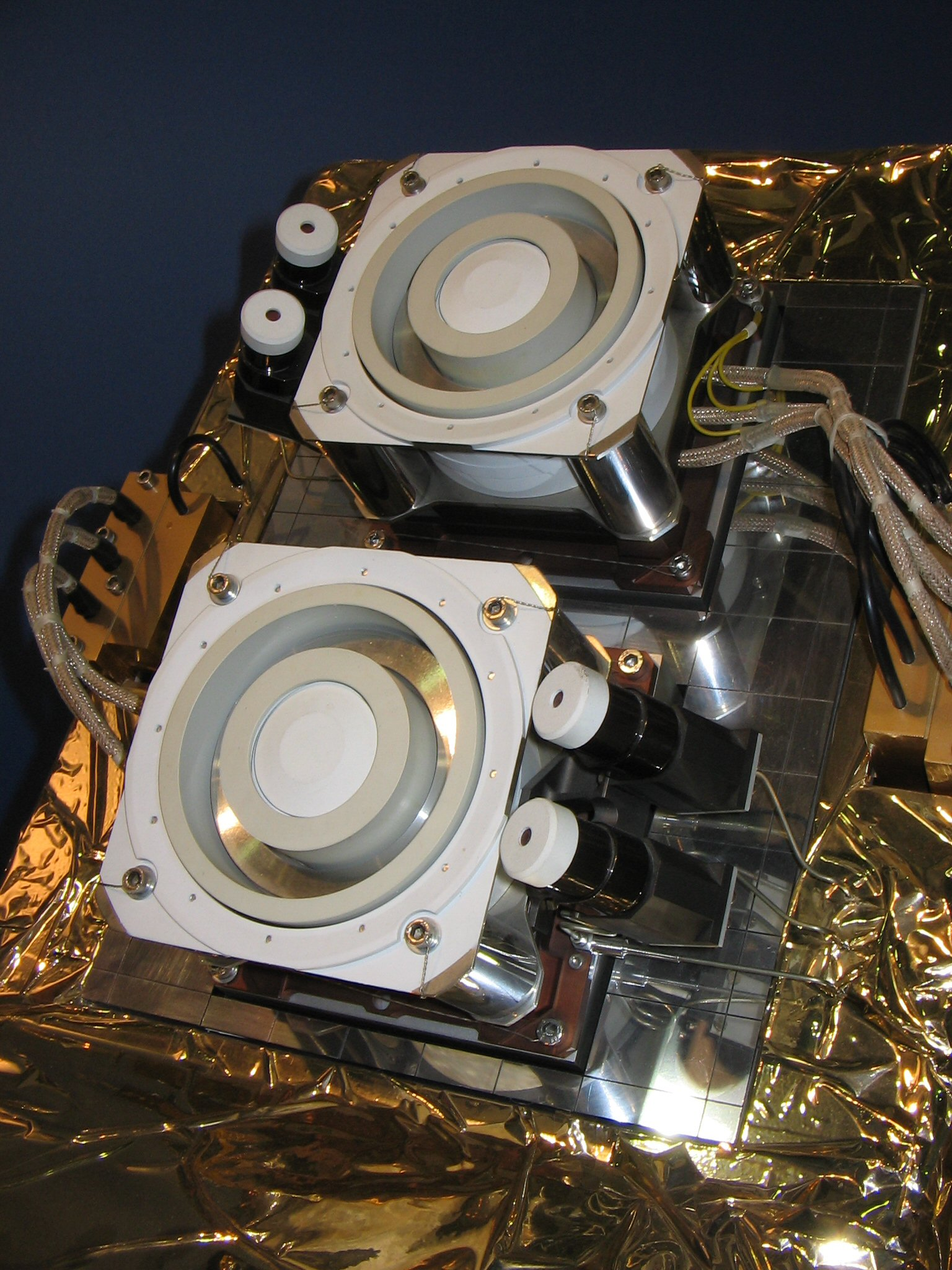
Deux Snecma PPS 1350 au Salon du Bourget 2007

Le système de propulsion électrique solaire (en) du satellite SMART-1, construit par l'Agence spatiale européenne, utilisait un propulseur Snecma PPS-1350-G. Smart-1 était une mission de démonstration technologique qui a orbité la Lune. Cette utilisation du PPS-1350-G, qui a commencé le 28 septembre 2003, était la première utilisation d'un propulseur Hall en dehors d'une orbite géostationnaire. Comparativement à ses semblables utilisés à des fins commerciales, le propulseur du Smart-1 avait la capacité de réguler sa puissance, son impulsion spécifique et sa poussée.
- Puissance de décharge : 0,46–1,19 kW
- impulsion spécifique : 1100–1600 s
- Poussée : 30–70 mN

Un dérivé de ce propulseur, le PPS 1350-E, produisait une poussée 50 % plus élevée en fonctionnant avec les mêmes interfaces mécaniques.
Plusieurs recherches sont en cours concernant ce type de propulseur. En France, elles sont menées principalement par l'ONERA, le CNRS, le Laboratoire de physique des plasmas et le CNES. Elles visent principalement à optimiser la technologie, notamment en améliorant le rendement. Ces recherches passent par la compréhension de la physique interne (phénomène de transport de particules, physique des plasmas) grâce à la simulation numérique et à l'expérimentation en caisson à vide.

## Propulseur cylindrique

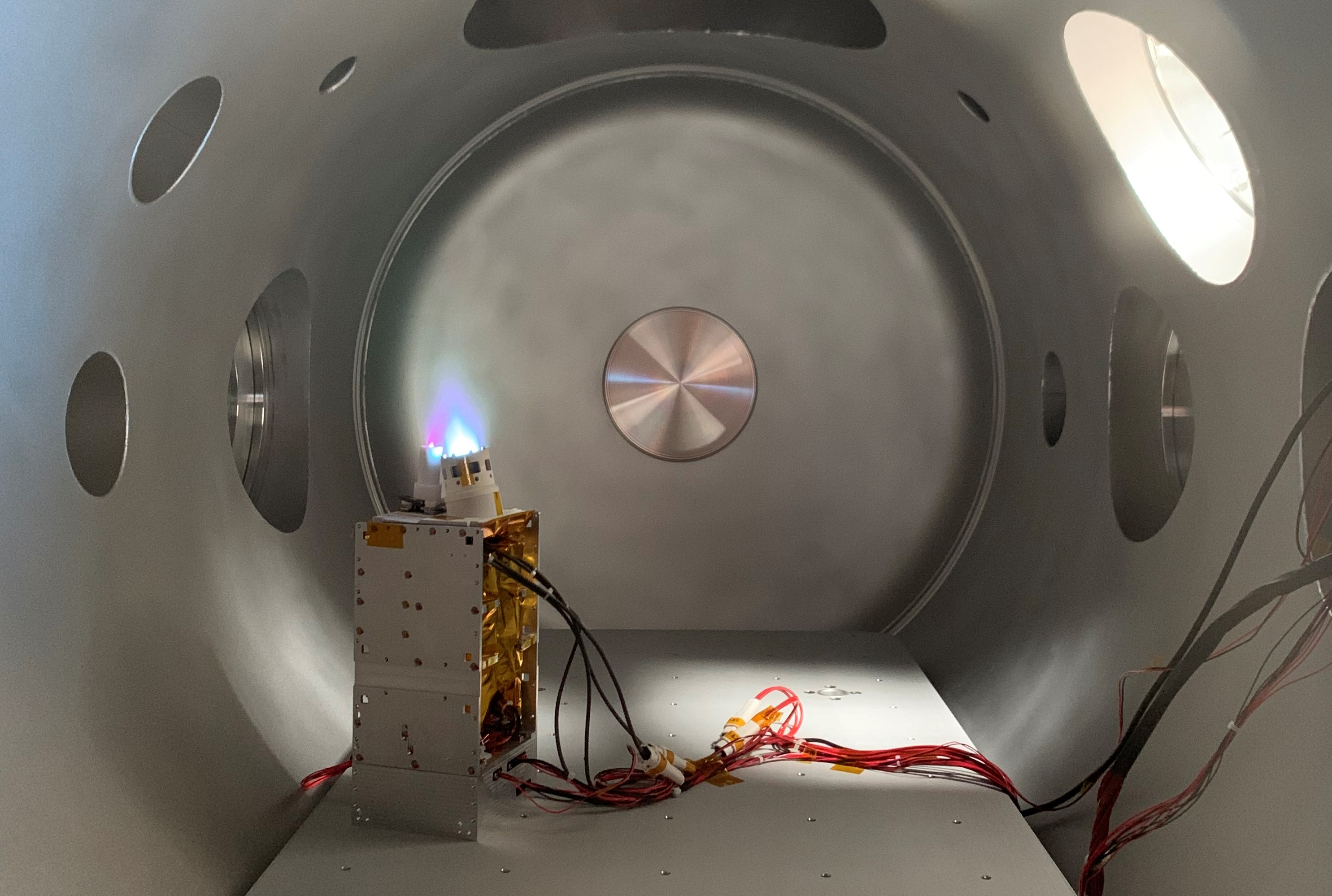
Propulseur ExoMG™ - nano (60W) de Exotrail tirant dans une cuve à vide

Même si les propulseurs annulaires ont un régime de puissance efficace, ils deviennent inefficaces lorsqu'ils sont réduits à de petites tailles. Le problème est notamment causé par l'augmentation de la force du champ magnétique qu'il faut appliquer pour un canal rétréci, afin que la performance de l'appareil demeure constante. L'idée était de pouvoir produire un propulseur à effet Hall qui pouvait opérer sous une puissance d'environ 100 W jusqu'à 1 kW  en maintenant une efficacité de 45-55 %.
De là a émergé le propulseur cylindrique qui, en raison de la forme de sa chambre de décharge non conventionnelle et du profil du champ magnétique qu'il produit, a la capacité d'être adaptable à petite échelle,,.